# Wilde Leck
Die Wilde Leck ist ein 3359 m ü. A.  hoher Berg der Stubaier Alpen in Tirol. Sie erhebt sich unmittelbar westlich des Sulztalferners und überragt rund 5,5 km nordöstlich von Sölden das Ötztal.
Sie ist ein Felsgipfel aus festem Granit und mit ausgeprägten Graten. In den Stubaier Alpen gilt die Wilde Leck als eines der schwierigsten Gipfelziele, da ihr einfachster Anstieg zunächst über Gletscher führt und anschließend im Fels die Beherrschung des III. Schwierigkeitsgrades (UIAA) voraussetzt.
Kurz nördlich der Wilden Leck liegt die Zahme Leck (3226 m ü. A.).

## Aufstiege
- Ostgrat (alpin, IV, meist II – III)
- Südwand (markiert, II – III, nach Bergsturz nicht mehr begehbar)

## Einzelnachweise

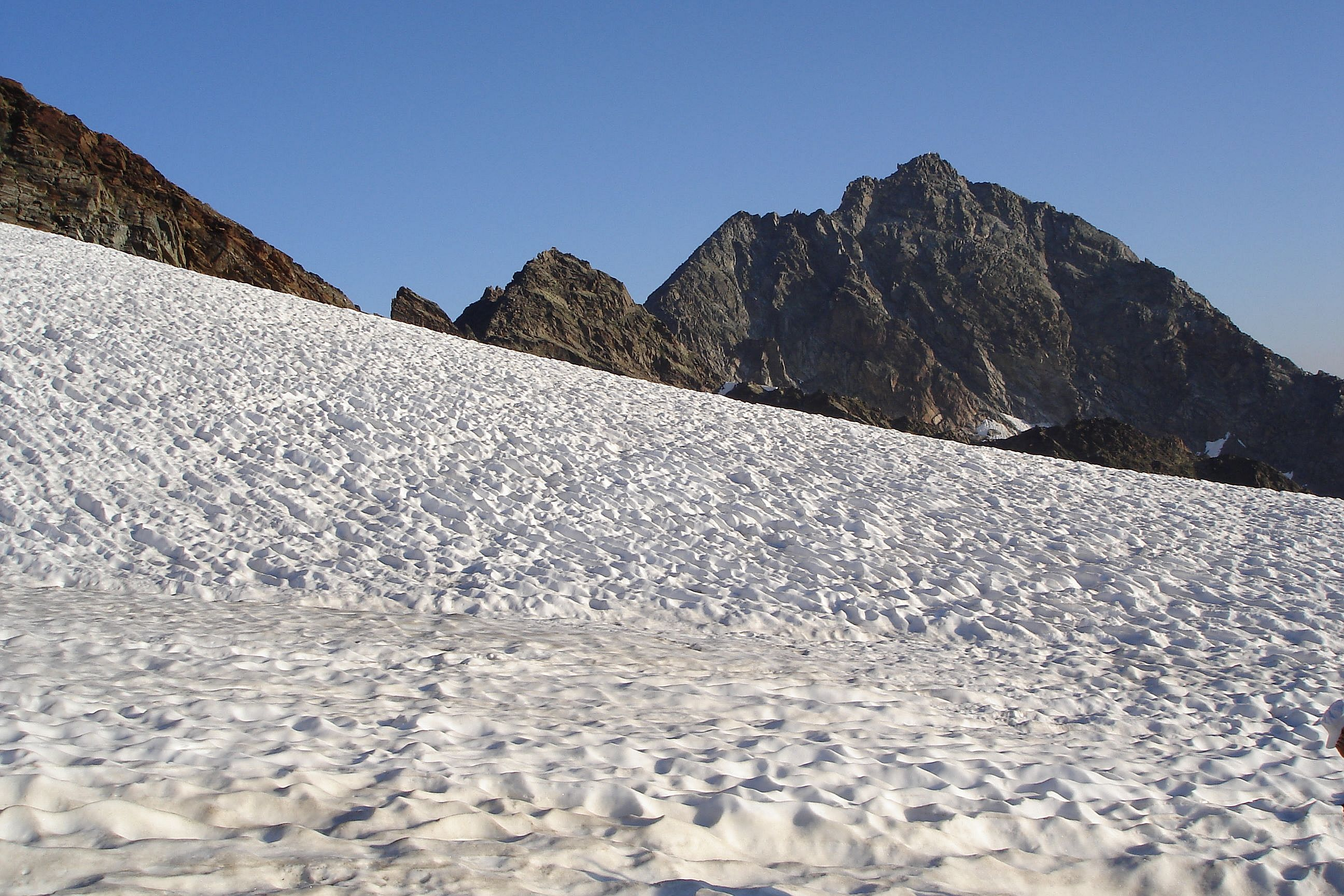
Die Wilde Leck von Südosten
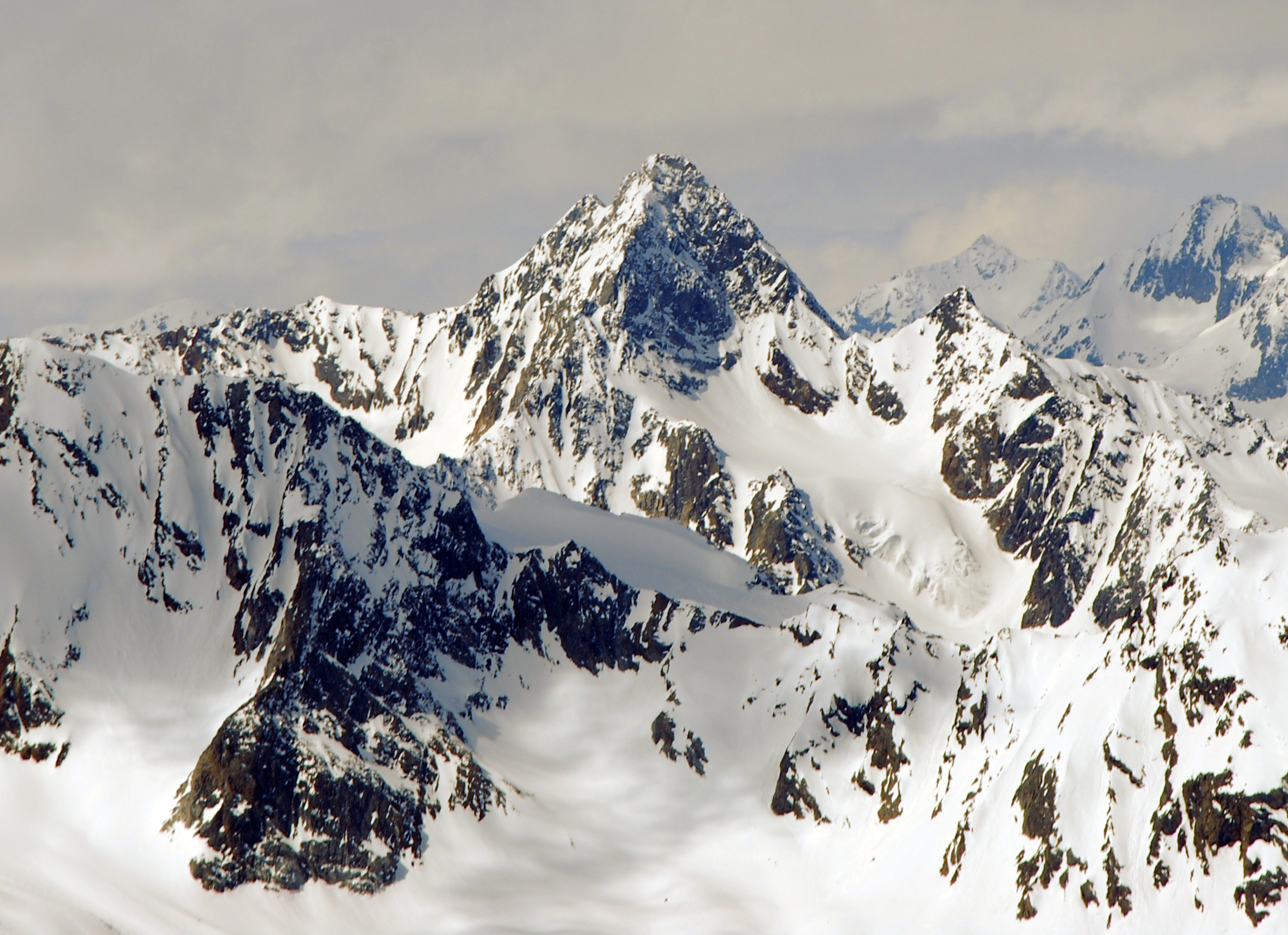
Winteransicht